# Бухенвальдский набат
Люди мира, на минуту встаньте!

Слушайте, слушайте: гудит со всех сторон –

Это раздаётся в Бухенвальде

Колокольный звон, колокольный звон.
«Бухенва́льдский наба́т» — советские антифашистские и антивоенные стихи и песня 1958 года. Автор слов — А. Соболев, автор музыки — В. Мурадели.

## Этимология

Памятник малолетним узникам фашизма, Парк Победы, Саратов. «Люди мира, на минуту встаньте!»

Бухенвальд (нем. Buchenwald, буквально — «буковый лес») — один из самых больших концентрационных лагерей на территории гитлеровской Германии. Был основан в июле 1937 года, и до апреля 1945 года в нём было уничтожено более 50 000 евреев и людей других национальностей. Ко многим применяли пытки и медицинские эксперименты с летальным исходом.
Набат — оповещение или тревожный сигнал для сбора народа, подаваемый обычно ударами в колокол, реже — барабанным боем.

## История создания и исполнения
Стихи написал Александр Соболев. Стихи были написаны за два часа под впечатлением услышанного по радио сообщения о том, что на территории Мемориала памяти жертв нацизма «Бухенвальд» возвели башню, увенчанную колоколом.
Стихи автор понёс в главное партийное издание СССР — газету «Правда», где ему отказали в печати. Стихи впервые были напечатаны в газете «Труд» в сентябре 1958 года. После написания Александр Соболев послал слова композитору Вано Мурадели, который, получив стихи, позвонил поэту и сказал, что он пишет музыку и плачет…
Мурадели представил песню для выхода на Всесоюзном радио, однако получил отказ. Более того, Лев Ошанин охарактеризовал стихи такими словами: «Мракобесные стихи: мёртвые в колонны строятся!» Далее был ещё ряд неудачных попыток добиться исполнения песни. Так в СССР она не прозвучала, а впервые была исполнена на международном фестивале самодеятельности в Вене.
В СССР песню впервые смогли услышать после выхода на экраны в 1960 году советского документального фильма «Весенний ветер над Веной». В 1963 году «Бухенвальдский набат» выдвинули на Ленинскую премию, но награждение не состоялось.
В 1963 году песня прозвучала в передаче «Голубой огонёк» в исполнении Муслима Магомаева. Песня была также в репертуаре Георга Отса.
Песню многократно исполняли и за рубежом. В одни из гастролей ансамбля Советской армии во Франции один из слушателей, потрясённый силой стихов, захотел подарить автору стихов автомобиль. К нему подошёл человек в штатском (прикрепленный сотрудник курирующих органов) и сказал про Соболева: «У него есть всё, что ему нужно!», а сам Соболев жил в то время в бараке-многоквартирке. Автор умер 6 сентября 1986 года в нищете. За миллионные тиражи пластинок с его песней советские власти гонорар автору не платили. Его вдова в течение десятилетия обходила различные издательств в тщетной надежде опубликовать наследие своего мужа. Ей везде отказывали. В конце концов Татьяна Михайловна пошла на крайний шаг — продала оставшуюся ей после смерти матери трёхкомнатную квартиру и переехала в однокомнатную, а на разницу в цене при содействии Еврейской культурной ассоциации смогла наконец-то издать стихи мужа. Так только через 10 лет после ухода из жизни Александра Соболева люди смогли увидеть сборник стихов «Бухенвальдский набат. Строки-арестанты».
В 2002 году вдова А. Соболева четыре раза писала обращение к Президенту России В. Путину с просьбой установить в парке Победы на Поклонной горе плиты с текстом «Бухенвальдского набата». Первые три письма Путин проигнорировал. Четвёртое он переслал в Московскую городскую думу. Мосгордума приняла постановление: отклонить.

## Отзывы
Журналистка Марина Катыс пишет, что песня, облетевшая всю планету, стала своего рода символом борьбы народов за мир.
Как писал поэт И. Шаферан в газете «Советская культура»: «„Бухенвальдский набат“ — песня-эпоха. И скажу без преувеличения — мир замер, услышав эту песню».
Писатель Константин Федин отметил: «Я не знаю автора стихов, не знаю других его произведений, но за один „Бухенвальдский набат“ я бы поставил ему памятник при жизни».